# Друга лига Србије у америчком фудбалу 2018.
Друга лига Србије у америчком фудбалу 2018. је седмо издање другог ранга такмичења у америчком фудбалу у Србији. Сезона је почела 1. априла и у њој учествује шест тимова. Реорганизацијом лига, други ранг такмичења променио је име из Прве лиге у Другу лигу, како се од 2015. године назива.

## Клубови у сезони 2018.
| Клуб            | Место     |
| --------------- | --------- |
| Вајлд догси     | Нови Сад  |
| Ејнџел вориорси | Краљево   |
| Најтси          | Клек      |
| Пастуви         | Пожаревац |
| Ројал краунси   | Краљево   |
| Целтиси         | Сомбор    |